# Margaret Dingeldein
Margaret Dingeldein (Merced, 30 maggio 1980) è un'ex pallanuotista statunitense, vincitrice di una medaglia di bronzo ai giochi olimpici di Atene 2004.